# Chondrina arcadica
Chondrina arcadica är en snäckart som först beskrevs av Johannes Theodor Reinhardt 1881.  Chondrina arcadica ingår i släktet Chondrina, och familjen hällsnäckor. Arten är reproducerande i Sverige.